# Папуанская ложнопищуха
Папуанская ложнопищуха (лат. Cormobates placens) — вид птиц семейства ложнопищуховых.
Эндемик Новой Гвинеи. Распространён в горных дождевых лесах.
Тело длиной 14,5 см. Вес тела 12—19,5 г. Голова тёмно-серая. Горло белое. Спина и крылья коричнево-серые. Хвост черновато-серый. Грудь, брюхо и низ крыльев пепельные с розовым оттенком. У самок имеется белая бровь и розовая маска на лице.
Вид обитает во влажных лесах. Оседлые птицы. Активны днём. Во внебрачный период держатся поодиночке. Большую часть дня проводят в поисках пищи. Питаются насекомыми, собирая их на стволах, ветвях и под корой деревьев.
Данных о размножении этих птиц не хватает: однако, возможно, они существенно не отличаются от других представителей семейства.